# Demografía de Concepción
La demografía de Concepción, ciudad de Chile, sigue la línea de los polos de desarrollo más importantes del país, y está íntimamente relacionada con el crecimiento de las comunas que conforman el Gran Concepción.
Según los datos entregados por el Instituto Nacional de Estadísticas de Chile, obtenidos por el censo realizado en 2002, Concepción posee una población de 216 061 habitantes, distribuidos en una superficie de 221,6 km², mientras que las proyecciones indican que para 2009 la población estimada es de 227 768 habitantes.

## Demografía actual
Concepción acoge al 11,61 % de la población total de la Región del Biobío. De los 216 061 habitantes que pueblan la ciudad de Concepción, 103 860 son hombres y 112 201 mujeres. Por otro lado, 212 003 personas (98,12%) corresponden a la población urbana de la ciudad, mientras que 4058 (1,88%) corresponden a la población rural de Concepción. 
Existe un importante número de extranjeros residentes en Concepción, siendo los más numerosos los españoles, los italianos y los estadounidenses.
Debido a que en 1996 Concepción se separó, creándose las comunas de San Pedro de la Paz y Chiguayante, la ciudad disminuyó considerablemente su población entre los censos de 1992 y 2002, los últimos realizados, desde 326 784 habitantes a 216 061.
Aun así, el área que actualmente comprende la comuna de Concepción tenía, en 1992, 206 389 personas. Por ese dato se construyó la variación intercensal de la ciudad, dato que entregó un 4,5 % de aumento entre 1992 y 2002.

## Crecimiento demográfico y proyecciones
El principal factor que frena considerablemente un crecimiento de la población penquista es el explosivo aumento demográfico que viven las ciudades dormitorio de Concepción, principalmente San Pedro de la Paz, Chiguayante y Hualpén.
Lo último se traduce en que los habitantes de estas comunas, aunque se trasladen a Concepción diariamente, no viven en la ciudad. Este factor lo produjo la división de la comuna en 1996, lo que trajo como resultado la creación de las localidades dormitorio de Concepción.
En conclusión todo lo anterior hace que, demográficamente, la ciudad crezca poco "en números", aunque aun así se considera que, tomando en cuenta el contexto mostrado anteriormente, Concepción vive una explosión demográfica.
Para el año 2006 Concepción ya habría crecido en casi 10 000 personas, llegando a tener una población estimada de 225 158 habitantes. Las proyecciones indican que para 2012 la población de Concepción estaría cercana a alcanzar los 230 000 habitantes.

## Demografía histórica
Desde su fundación y hasta mediados del siglo XX, Concepción vivió un rápido crecimiento demográfico, caracterizado por la llegada de muchos militares (que generalmente traían a sus familias) que venían a luchar en la Guerra de Arauco.

### Fines delsigloXIX
En esta etapa se desarrolló el crecimiento más rápido de la población de Concepción, disparándose en más de 25 000 personas el número de habitantes.
Por ejemplo, mientras que en 1865 se registraba una población cercana a las 14 000 personas, en 1895 ya la población había llegado a casi 40 000 habitantes.

### SigloXX
Durante las primeras décadas del siglo XX comenzó un proceso de estancamiento de la población, el que fue decayendo desde la década de 1950. Mientras que en 1952 la ciudad registraba 120 099 habitantes, cuarenta años después, en 1992, había alcanzado los 326 784 habitantes, registrando un crecimiento de más del 150 %.